# Gymnasium Neubiberg

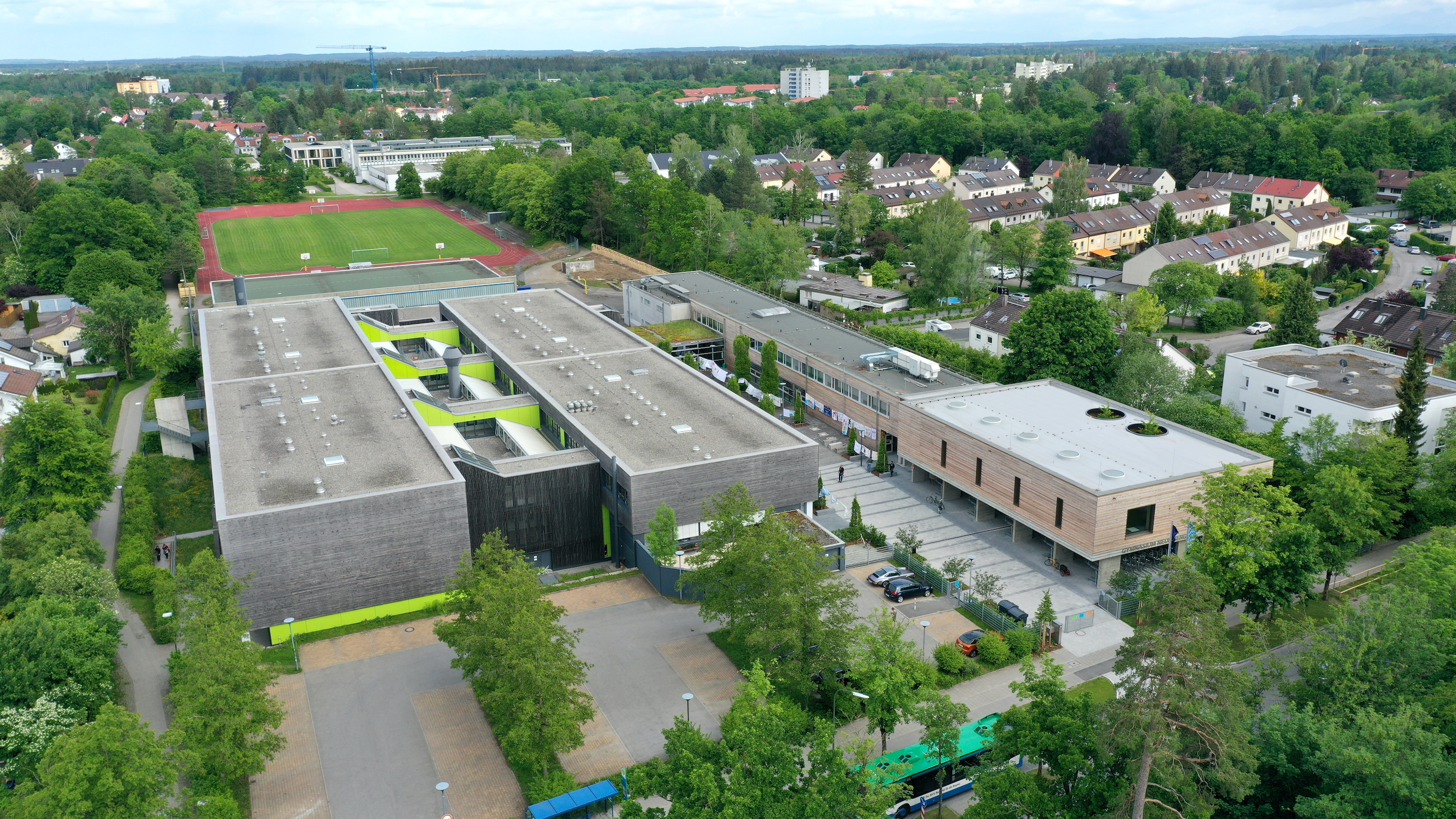
Gebäude des Gymnasiums Neubiberg

Das Gymnasium Neubiberg ist ein naturwissenschaftlich-technologisches und neusprachliches Gymnasium in der oberbayerischen Gemeinde Neubiberg bei München.

## Geschichte
Das Gymnasium wurde 1976 gegründet. Bereits einige Jahre vor Einführung des G8 in Bayern gab das Gymnasium besonders begabten Schülern die Möglichkeit, in einem „G8-Zweig“ das Gymnasium bereits nach acht Jahren mit dem Abitur zu beenden. Im Schuljahr 2023/2024 besuchten 1298 Schüler das Gymnasium. 99 hauptamtliche Lehrkräfte unterrichteten dort. Ein Erweiterungsbau mit Cafeteria wurde 2004 fertiggestellt, um der gewachsenen Zahl von Schülern und den Anforderungen des G8 gerecht zu werden. Von 2011 bis 2013 wurden die Schüler des Gymnasiums Neubiberg im neugebauten Gymnasium Höhenkirchen-Siegertsbrunn unterrichtet, da das eigene Gymnasium wegen Schadstoffbelastung generalsaniert werden musste. Hierfür wurden in Höhenkirchen zusätzliche Pavillons aufgestellt, die allerdings ebenfalls von Anfang an schadstoffbelastet waren und nach einem Jahr Nutzung gesperrt werden mussten. Im Schuljahr 2012/13 wurden die Schüler der Oberstufe im (mutmaßlich nicht schadstoffbelasteten) Neubauteil des Gymnasiums Neubiberg und im Gymnasium Ottobrunn (Fachräume) unterrichtet. Seit Beginn des Schuljahres 2013/14 findet der Unterricht wieder vollständig in Neubiberg statt. Im Schuljahr 2019/20 ist zudem ein Anbau mit Bibliothek und überdachten Fahrradständern fertiggestellt worden. Die alte Bibliothek wurde zu einer noch größeren Mensa umgebaut.
Seit dem Schuljahr 2022/2023 gibt es auf dem Campus des Gymnasiums Neubiberg einen neuen Standort namens Camputz. Dieser Campus dient als Vorläufer für das geplante Gymnasium Putzbrunn, das voraussichtlich im Schuljahr 2025/2026 fertiggestellt wird. Der Camputz befindet sich auf dem Sportplatz des Gymnasiums Neubiberg und bietet den Schülern eine moderne Lernumgebung.

## Austauschschulen
Die Schule pflegt mit zwei französischen Schulen Austauschprogramme: dem Collège Saint-Louis in Vouziers und dem Collège Sainte-Thérèse in Rethel. Außerdem findet ein Schüleraustauschprogramm mit Schulen in Sevilla, Granada und Madrid sowie Tschernogolowka statt.

## Schultheater
Im Rahmen des kulturellen Angebots bietet die Schule ein Oberstufentheater und eine Theatergruppe an. Im Jahr 2006 richtete das Gymnasium Neubiberg die 50. Theatertage der bayerischen Gymnasien aus.

## Schülermitverantwortung
Das Gymnasium Neubiberg hat eine SMV, die von drei jährlich gewählten Schülersprechern geleitet wird. Die SMV wird in Arbeitskreisen organisiert. Dazu gehören beispielsweise der Arbeitskreis Sport, Arbeitskreis Technik oder der Arbeitskreis Umwelt.

### Schul- und Schülerzeitungen
Bis 2015 besaß das Gymnasium Neubiberg eine Schulzeitung, die zunächst Knallfrosch hieß, aber 2013 zu Update umbenannt wurde. Sie wurde jährlich von einem Wahlkurs veröffentlicht, der von der Schule angeboten wurde.
Im Dezember 2013 wurde eine Online-Zeitung gegründet, die sich Schüler-Report nannte. Sie wurde von zwei Schülern auf der Homepage der Schule veröffentlicht.
Im September 2015 entschied die Redaktion, künftig als Printmedium zu erscheinen, welches sie un:produktiv nannte. Im Zuge dessen trat die Redaktion der SMV bei. Die erste Ausgabe erschien im Juli 2016 in einem Umfang von 44 Seiten und einer Auflage von 750 Stück.

## Schulsanitätsdienst
Der Schulsanitätsdienst (SSD) am Gymnasium Neubiberg besteht aus rund 15 Schülerinnen und Schülern, die Erste Hilfe leisten. In Ausbildung erfolgt in Zusammenarbeit mit der Johanniter-Unfallhilfe. Der Sanitätsraum ist mit Defibrillator, Krankenliegen und Notfallrucksäcken ausgestattet. Mit einer speziellen Alarmierungs-App können die Sanitäter umgehend verständigt werden. Seit dem Schuljahr 2022/2023 werden Erste-Hilfe-Kurse für alle Schülerinnen und Schüler angeboten. Die Schulsanitäter unterstützen dabei und können so ihr Wissen praktisch anwenden. Neben ihrem Einsatz im Schulgebäude unterstützen die Schulsanitäter auch bei Veranstaltungen wie Sportfesten und Schulfesten.

## Musik
Am Gymnasium Neubiberg gibt es einen Unterstufen- sowie einen Oberstufenchor. Seit 2007/2008 bietet das Gymnasium Chorklassen für Schüler der fünften und sechsten Klasse an, in welchen ein Musical geprobt und aufgeführt wird.
An der Schule gibt es außerdem ein klassisches Orchester, eine Turmbläsergruppe, eine Volksmusikgruppe und eine Big Band.

## Bekannte ehemalige Schüler
- Daniel Haidinger, Schauspieler und Synchronsprecher
- Jonas Hummels, Fußballspieler
- Mats Hummels, Fußballspieler
- Marie-Claire Schuller, Schauspielerin
- Manuel Straube, Synchronsprecher
- Philip Weil, Schauspieler
- Manuel Steitz, Schauspieler